# Norman Douglas

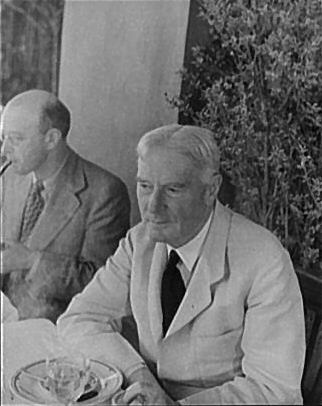
Norman Douglas

George Norman Douglas (ur. 8 grudnia 1868, zm. 7 lutego 1952) – brytyjski pisarz, skandalista, najbardziej kojarzony z powieścią South Wind z 1917.

## Życie
Norman Douglas urodził się w austriackiej Turyngii, w bogatej rodzinie fabrykantów. Jego matką była Vanda von Poellnitz, ojcem zaś John Shotlo Douglas, kierownik fabryki bawełnianej. Zmarł w 1874, osierocając sześcioletniego syna. Norman, po przeprowadzce do Anglii, mieszkał i wychowywał się w walijskiej miejscowości Deeside. Doskonałe wykształcenie odebrał w angielskiej Uppingham School, później w niemieckim gimnazjum w Karlsruhe. Warto wspomnieć, iż jego dziadkiem był sławny i niezwykle zasłużony generał James Ochoncar Forbes (1765–1843).
Karierę rozpoczął w służbie dyplomatycznej, jednakże po niezwykle krótkim czasie otrzymał przymusowy urlop, związany najprawdopodobniej ze skandalem towarzyskim, jaki wywołał na jednym z przyjęć. W 1897 roku kupił dom w Neapolu i rok później poślubił swoją kuzynkę (ich matki były siostrami, córkami barona Ernsta von Poelnitz), Elizabeth Fitzgibbon. Mieli dwójkę dzieci, lecz nawet to nie uratowało sypiącego się małżeństwa i państwo Douglas rozwiedli się w 1903 roku. Mimo to, jeszcze w czasach małżeńskich, Norman napisał swe pierwsze uznane dzieło, Unprofessional Tales, pod pseudonimem Normyx.
Kolejne lata to burzliwy okres dla Normana – krążył między Londynem a Capri, gdzie kupił kolejny dom. W latach 1912–1914 współpracował z angielskim Review, a pod koniec 1916 roku za kaucją opuścił więzienie, gdzie odbywał karę za prześladowanie szesnastoletniego chłopca. Potem wyemigrował, ratując się tym samym od kolejnych restrykcji. Przybywszy do Florencji, rozpoczął współpracę z wydawcą Pino Orioli, który publikował w Italii wiele dzieł pisarzy brytyjskich (między innymi pierwsze wydanie Lady Chatterey`s Lover D. H. Lawrence'a), uznawanych często przez londyńską cenzurę za nieprzyzwoite. Współtworzył wtedy autobiograficzne dzieło Oriolego Memoirs of a Bookseller.
Doprowadzając do wielu kolejnych skandali, Douglas był zmuszony opuścić Włochy, gdzie roztrwonił lwią część rodzinnego majątku. Jednakże właśnie we Włoszech wyszła jego najbardziej znana powieść, South Wind. W 1937 roku przybył na południe Francji, lecz po dwóch latach, w dniu rozpoczęcia II wojny światowej, ruszył okrężną drogą do Londynu, gdzie mieszkał aż do 1947 roku. Tam też stworzył pierwsze wydanie Almanachu, opublikowanego w wersji skróconej w Lizbonie.
Pod koniec życia wrócił na Capri i w kręgu przyjaciół, między innymi poety Grahama Greene'a czy Elizabeth David, prowadził bujne życie towarzyskie, bywając na powojennych rautach, przyjęciach i balach.
 Umarł po długiej chorobie, najprawdopodobniej z celowego przedawkowania leków. (patrz Impossible Woman: Memoirs of Dottoressa Moore autorstwa G. Greena)
Konając w prowadzonym przez siostry szpitalu, zawołał do otaczających go kompanów: „Zabierzcie te cholerne zakonnice ode mnie!”.

## Twórczość
Mimo iż jego najsłynniejszym i wielokrotnie przedrukowywanym dziełem pozostaje South Wind, to krytycy uznają tworzony przez niego cykl podróżniczy za najlepszy. Pełen właściwej dla Douglasa erudycji i językowego kunsztu, a także niesamowitego oddziaływania na zmysły czytelnika, obejmuje następujące dzieła: Siren Land  (1911), Fountains in the Sand, opisujący wędrówki wśród tunezyjskich oaz, (1912), Old Calabria (1915), Together (Austria, 1923) i Alone (Włochy, 1921). Jego ostatnim, opublikowanym w 1952 roku dziełem, są Dzienniki z Capri (1911).
W 1920 roku, być może rozdrażniony sukcesem wspomnianej już wcześniej Lady Chatterley autorstwa swego zagorzałego przeciwnika, zarówno w życiu prywatnym, jak i zawodowym, D. H. Lawrence'a, zaczyna pisać limeryki. Jako że trafnie (choć często obscenicznie) odnosiły się do realiów międzywojennej Europy, opisując wszystko krytycznie i z humorem, cieszyły się niezwykłą popularnością, a ich wydanie było wielokrotnie ponawiane.

## Lista utworów
- The Forestal Conditions of Capri (1904)
- Three Monographs (1906)
- Some Antiquarian Notes (1907)
- Siren Land (1911), powieść podróżnicza
- Fountains In The Sand (1912), powieść podróżnicza
- Old Calabria (1915), powieść podróżnicza
- London Street Games (1916)
- South Wind (1917), powieść
- They Went (1920), nowela
- Alone (1921), powieść podróżnicza
- Together (1923), powieść podróżnicza
- D.H. Lawrence and Maurice Magnus: A Plea for Better Manners (1924)
- Experiments (1925)
- In the Beginning (1927), nowela
- Nerinda (1929)
- One Day (1929)
- Birds and Beasts of the Greek Anthology (1927)
- Some Limericks (1928)
- Paneros (1930), esej
- Capri: Materials for a Description of the Island (1930)
- How About Europe? (1930)
- Three Of Them (1930)
- Looking Back (1933), autobiografia
- An Almanac (1945)
- Late Harvest (1946), autobiografia
- Venus in the Kitchen (1952), książka kucharska, napisana pod pseudonimem „Pilaff Bey”
- Footnote of Capri (1952)

## Norman Douglas w literaturze
- Roger Williams, Lunch With Elizabeth David (Little, Brown, 1999, opowieść o relacjach Normana Douglasa i Erica Waltona, którego zabrał ze sobą do Calabrii)
- H. Tomlinson M. (1931) Norman Douglas
- John Davenport (1955), Wprowadzenie – przedruk z „Old Calabria”
- Mark Holloway (1976) Norman Douglas, biografia